# Petite rivière Flamand
Petite rivière Flamand är ett vattendrag i Kanada.   Det ligger i provinsen Québec, i den sydöstra delen av landet, 300 km nordost om huvudstaden Ottawa.
I omgivningarna runt Petite rivière Flamand växer i huvudsak blandskog. Trakten runt Petite rivière Flamand är nära nog obefolkad, med mindre än två invånare per kvadratkilometer.